# Керченский рыбный порт
Керченский морской рыбный порт — расположен на берегу Керченской бухты. Канал Керченского морского рыбного порта ответвляется от Керченского подходного канала и тянется на 1,1 мили. Ширина канала — 80 м.

## История
Создан 24 июля 1949 года. Изначально специализировался на переработке рыбной продукции.
В августе 2014 года в связи с увеличением числа паромов на Керченской переправе два из них: «Ейск» и «Керченский-2» были переведены на линию «Кавказ — Рыбный порт».
В 2014—2015 годах действовала регулярная паромная линия по перевозке грузовых автомобилей «Темрюк — Керчь».

## Описание
Порт незамерзающий. Акватория ковшового типа, обеспечивает безопасную стоянку судов в любую погоду. За портом также закреплена акватория подходного канала с охранной зоной по 100 м к северу и югу от бровок канала и акватория нефтебазы — по 100 м к северу и югу от пирса нефтебазы.
Осадка принимаемых судов — до 6,9 м, длина — до 160 м. Скорость движения в акватории и на подходном канале — не более 4 узлов. Суда, следующие в Рыбный порт, пропускают суда выходящие из Торгового порта.
Для судов длиной до 110 м проход по каналу с лоцманом разрешён круглосуточно. Свыше 110 м — только в светлое время суток.
Всего в порту имеется 9 причалов.
Причал № 7 был реконструирован и используется для железнодорожной переправы, которая обслуживается паромом «Конро-Трейдер». Вместимость парома — 35 вагонов / 25 грузовых автомобилей. Совершает два круговых рейса в сутки по маршруту «Кавказ — Рыбный порт».
Основной вид перерабатываемых грузов — нефтепродукты, СУГ, зерновые.